# 2014年国家领导人列表
本列表列出2014年各國家的國家元首、政府首腦及其他重要領導人。

## 非洲
- 阿尔及利亚
  - 国家元首 – 布特弗利卡，阿尔及利亚总统 （1999–现在）
  - 政府首脑 –
    1. 阿卜杜勒 - 马利克·塞拉勒， 阿尔及利亚总理 （2012–2014）
    2. 尤素福·尤素菲， 代理阿尔及利亚总理 （2014）
    3. 阿卜杜勒 - 马利克·塞拉勒， 阿尔及利亚总理 （2014–现在）
- 安哥拉
  - 国家元首 – 若泽·爱德华多·多斯桑托斯， 安哥拉总统 （1979–现在）
- 贝宁
  - 国家元首 – 亚伊·博尼， 贝宁总统 （2006–2016）
- 波札那
  - 国家元首 – 伊恩·卡马， 博茨瓦纳总统 （2008–现在）
- 布基纳法索
  - 国家元首 –
    1. 布莱斯·孔波雷， 布基纳法索总统 （1987–2014）
    2. 奥诺雷特拉奥雷， 布基纳法索代理主席 （2014）
    3. 艾萨克 马自达， 代理布基纳法索国家元首 （2014）
    4. 米歇尔·卡凡多， 布基纳法索代理主席 （2014–2015）

  - 政府首脑 –
    1. 吕克 - 阿道夫窕， 布基纳法索总理 （2011–2014）
    2. 艾萨克 马自达， 布基纳法索代总理 （2014–2015）
- 蒲隆地
  - 国家元首 – 皮埃尔·恩库伦齐扎， 布隆迪总统（2005–现在）
- 喀麦隆
  - 国家元首 – 保罗·比亚， 喀麦隆总统 （1982–现在）
  - 政府首脑 – 菲利蒙·杨， 喀麦隆总理（2009–现在）
- 佛得角
  - 国家元首 – 豪尔赫·卡洛斯·丰塞卡， 佛得角总统 （2011–现在）
  - 政府首脑 – 若泽·马里亚·内维斯， 佛得角总理 （2001–2016）
- 中非共和国
  - 国家元首 –
    1. 米歇尔·乔托迪亚， 中非共和国过渡国家元首 （2013–2014）
    2. 亚历山大·费迪南·恩根代， 代理中非共和国过渡国家元首 （2014）
    3. 卡特琳娜·桑巴-潘扎，中非共和国过渡国家元首  （2014–2016）

  - 政府首脑 –
    1. 尼古拉·蒂昂盖伊， 中非共和国总理 （2013–2014）
    2. 安德烈·恩扎帕耶凯， 中非共和国总理 （2014）
    3. 穆罕默德·卡蒙，中非共和国总理（2014–2016）
- 乍得
  - 国家元首 –伊德里斯·德比， 乍得总统（1990–现在）
  - 政府首脑 – 帕伊米·德贝， 乍得总理 （2013–2016）
- 科摩罗
  - 国家元首 – 伊基利卢·杜瓦尼纳， 科摩罗总统 （2011–2016）
- 刚果布拉柴维尔（刚果民主共和国）
  - 国家元首 – 德尼·萨苏 - 恩格索， 刚果共和国总统 （1997–现在）
- 刚果金沙萨（刚果民主共和国）
  - 国家元首 – 约瑟夫·卡比拉， 刚果民主共和国总统（2001–现在）
  - 政府首脑 – 奥古斯丁马塔塔波妞， 刚果民主共和国总理（2012–现在）
- 吉布提
  - 国家元首 – 伊斯梅尔·奥马尔·盖莱， 吉布提总统吉布提总统 （1999–现在）
  - 政府首脑 –穆罕默德·卡米尔， 吉布提总理 （2013–现在）
- 埃及
  - 国家元首 –
    1. 阿德利·曼苏尔，埃及代理总统（2013–2014）
    2. 阿卜杜勒 - 法塔赫·塞西， 埃及总统 （2014–现在）

  - 政府首脑 –
    1. 哈赞姆·贝伯拉威， 埃及代总理 （2013–2014）
    2. 易卜拉欣·马赫莱卜， 埃及总理 （2014–2015）
- 赤道几内亚
  - 国家元首 – 特奥多罗·奥比昂·恩圭马·姆巴索戈， 赤道几内亚总统 （1979–现在）
  - 政府首脑 – 比森特·埃阿特·托米， 赤道几内亚总理 （2012–2016）
- 厄立特里亚
  - 国家元首 – 伊萨亚斯 费沃基， 厄立特里亚总统 （1991–现在）
- 埃塞俄比亚 
  - 国家元首 – 穆拉图特肖梅， 埃塞俄比亚总统 （2013–现在）
  - 政府首脑 – 海尔马里亚姆·德萨莱尼， 埃塞俄比亚总理 （2012–现在）
- 加蓬
  - 国家元首 – 阿里·邦戈·翁丁巴， 加蓬总统 （2009–现在）
  - 总理–
    1. 雷蒙·恩东·希马， 加蓬总理 （2012–2014）
    2. 丹尼尔·奥纳翁多， 加蓬总理 （2014–现在）
- 冈比亚
  - 国家元首 – 叶海亚·贾梅， 冈比亚总统 （1994–现在）
- 加纳
  - 国家元首 – 约翰·马哈马， 加纳总统 （2012–现在）
- 几内亚
  - 国家元首 – 阿尔法·孔戴， 几内亚总统 （2010–现在）
  - 政府首脑 – 穆罕默德·赛义德·福法纳， 几内亚总理 （2010–2015）
- 几内亚比绍
  - 国家元首 –
    1. 曼努埃尔·赛里夫·纳姆得助， 几内亚比绍代总统 （2012–2014）
    2. 何塞马里奥·瓦斯， 几内亚比绍总统 （2014–现在）

  - 总理–
    1. 瑞·杜阿尔特·德巴罗斯， 几内亚比绍代总理 （2012–2014）
    2. 多明戈斯·西蒙斯·佩雷拉， 几内亚比绍总理 （2014–2015）
- 象牙海岸 
  - 国家元首 – 阿拉萨内·瓦塔拉， 象牙海岸总统 （2010–现在）
  - 政府首脑 – 丹尼尔·卡布兰·邓肯， 象牙海岸总理 （2012–现在）
- 肯尼亚
  - 国家元首 – 乌呼鲁·肯雅塔， 肯尼亚总统 （2013–现在）
- 莱索托
  - 君主 – 莱齐耶三世， 莱索托国王（1996–现在）
  - 政府首脑 – 汤姆·塔巴， 莱索托总理 （2012–2015）
- 利比里亚
  - 国家元首 – 埃伦·约翰逊·瑟利夫， 利比里亚总统 （2006–现在）
- 利比亚
  - 國家元首 –
    1. 努裡·阿布·賽赫民， 利比亞全國代表大會主席 （2013–2014；共同决策人， 2014–2016）
    2. 阿布 貝克爾 拜拿， 利比亞眾議院代理主席 （2014）

    - 阿基拉·薩拉赫·伊薩， 利比亞眾議院主席 （共同决策人， 2014–现在）

  - 政府首脑 –
    1. 阿里·扎伊丹， 利比亞總理 （2012–2014）
    2. 阿卜杜拉·薩尼，利比亞總理 （共同决策人， 2014–现在）
    3. 艾哈迈德·马蒂格， 利比亚总理 （共同决策人， 2014）
    4. 奥马尔·哈西， 利比亚总理（共同决策人， 2014–2015）
- 马达加斯加
  - 国家元首 –
    1. 安德里·拉乔利纳， 马达加斯加过渡政府总统（2009–2014）
    2. 埃里·拉乔纳里马曼皮亚尼纳， 马达加斯加总统（2014–现在）

  - 政府首脑 –
    1. 奥梅尔·贝里齐基， 马达加斯加总理（2011–2014）
    2. 库卢·罗歇， 马达加斯加总理（2014–2015）
- 马拉维
  - 国家元首 –
    1. 乔伊斯·班达， 马拉维总统（2012–2014）
    2. 彼得·穆塔里卡， 马拉维总统（2014–现在）
- 馬利共和國
  - 国家元首 – 易卜拉欣·布巴卡尔·凯塔， 马里总统（2013–现在）
  - 政府首脑 –
    1. 奥马尔·塔特姆·利， 马里总理（2013–2014）
    2. 穆萨·马拉， 马里总理（2014–2015）
- 毛里塔尼亚
  - 国家元首 – 穆罕默德·乌尔德·阿卜杜勒-阿齐兹， 毛里塔尼亚国家元首 （2009–现在）
  - 政府首脑 –
    1. 穆拉耶·烏爾德·穆罕默德·拉格達夫， 毛里塔尼亞總理 （2008–2014）
    2. 葉海亞·烏爾德·哈達明， 毛里塔尼亞總理 （2014–现在）
- 毛里求斯
  - 国家元首 – 拉傑克斯瓦爾・普里亞格， 毛里求斯国家元首 （2012–2015）
  - 政府首脑 –
    1. 納文錢德拉·拉姆古蘭， Prime Minister of Mauritius （2005–2014）
    2. 阿內羅德·賈格納特， Prime Minister of Mauritius （2014–现在）
- 摩洛哥
  - Monarch – 穆罕默德六世， King of Morocco （1999–现在）
  - 政府首脑 – 阿卜杜勒-伊拉·本·基蘭， Head of Government of Morocco （2011–现在）
  -  Western Sahara （self-declared， partially recognised state）
    - 国家元首 – 穆罕默德·阿卜杜勒-阿齊茲， 国家元首 of Western Sahara （1976–2016）
    - 政府首脑 – Abdelkader Taleb Omar， Prime Minister of Western Sahara （2003–现在）
- 莫桑比克
  - 国家元首 – Armando Guebuza， 国家元首 of Mozambique （2005–2015）
  - 政府首脑 – Alberto Vaquina， Prime Minister of Mozambique （2012–2015）
- 纳米比亚
  - 国家元首 – Hifikepunye Pohamba， 国家元首 of Namibia （2005–2015）
  - 政府首脑 – Hage Geingob， Prime Minister of Namibia （2012–2015）
- 尼日尔
  - 国家元首 – Mahamadou Issoufou， 国家元首 of Niger （2011–现在）
  - 政府首脑 – Brigi Rafini， Prime Minister of Niger （2011–现在）
- 尼日利亚
  - 国家元首 – Goodluck Jonathan， 国家元首 of Nigeria （2010–2015）
- 卢旺达
  - 国家元首 – Paul Kagame， 国家元首 of Rwanda （2000–现在）
  - 政府首脑 –
    1. Pierre Habumuremyi， Prime Minister of Rwanda （2011–2014）
    2. Anastase Murekezi， Prime Minister of Rwanda （2014–现在）
- 圣赫勒拿， 崔斯坦達庫尼亞 （Overseas Territory of the United Kingdom）
  - Governor – Mark Andrew Capes， Governor of Saint Helena （2011–2016）
- 聖多美普林西比民主共和國
  - 国家元首 – Manuel Pinto da Costa， 国家元首 of São Tomé and Príncipe （2011–现在）
  - 政府首脑 –
    1. Gabriel Costa， Prime Minister of São Tomé and Príncipe （2012–2014）
    2. Patrice Trovoada， Prime Minister of São Tomé and Príncipe （2014–现在）
- 塞内加尔
  - 国家元首 – Macky Sall， 国家元首 of Senegal （2012–现在）
  - 政府首脑 –
    1. Aminata Touré， Prime Minister of Senegal （2013–2014）
    2. Mohammed Dionne， Prime Minister of Senegal （2014–现在）
- 塞舌尔
  - 国家元首 – James Michel， 国家元首 of Seychelles （2004–现在）
- 塞拉利昂
  - 国家元首 – Ernest Bai Koroma， 国家元首 of Sierra Leone （2007–现在）
- 索马里
  - 国家元首 – Hassan Sheikh Mohamud， 国家元首 of Somalia （2012–现在）
  - 政府首脑 –
    1. Abdiweli Sheikh Ahmed， Prime Minister of Somalia （2013–2014）
    2. Omar Abdirashid Ali Sharmarke， Prime Minister of Somalia （2014–现在）

  -  索马里兰 （unrecognised， secessionist state）
    - 国家元首 – Ahmed Mohamed Mohamoud， 国家元首 of Somaliland （2010–现在）

  -  邦特兰 （self-declared autonomous state）
    - 国家元首 –
      1. Abdirahman Farole， 国家元首 of Puntland （2009–2014）
      2. Abdiweli Mohamed Ali， 国家元首 of Puntland （2014–现在）
- 南非
  - 国家元首 – Jacob Zuma， 国家元首 of South Africa （2009–现在）
- 南苏丹
  - 国家元首 – Salva Kiir Mayardit， 国家元首 of South Sudan （2005–现在）
- 苏丹
  - 国家元首 – Omar al-Bashir， 国家元首 of Sudan （1989–现在）
- 斯威士兰
  - Monarch – Mswati III， King of Swaziland （1986–现在）
  - 政府首脑 – Barnabas Sibusiso Dlamini， Prime Minister of Swaziland （2008–现在）
- 坦桑尼亚
  - 国家元首 – Jakaya Kikwete， 国家元首 of Tanzania （2005–2015）
  - 政府首脑 – Mizengo Pinda， Prime Minister of Tanzania （2008–2015）
- 多哥
  - 国家元首 – Faure Gnassingbé， 国家元首 of Togo （2005–现在）
  - 政府首脑 – Kwesi Ahoomey-Zunu， Prime Minister of Togo （2012–2015）
- 突尼斯
  - 国家元首 –
    1. Moncef Marzouki， 国家元首 of Tunisia （2011–2014）
    2. Beji Caid Essebsi， 国家元首 of Tunisia （2014–现在）

  - 政府首脑 –
    1. Ali Laarayedh， Prime Minister of Tunisia （2013–2014）
    2. Mehdi Jomaa， Head of Government of Tunisia （2014–2015）
- 乌干达
  - 国家元首 – Yoweri Museveni， 国家元首 of Uganda （1986–现在）
  - 政府首脑 –
    1. Amama Mbabazi， Prime Minister of Uganda （2011–2014）
    2. Ruhakana Rugunda， Prime Minister of Uganda （2014–现在）
- 赞比亚
  - 国家元首 –
    1. Michael Sata， 国家元首 of Zambia （2011–2014）
    2. Guy Scott， Acting 国家元首 of Zambia （2014–2015）
- 津巴布韦
  - 国家元首 – Robert Mugabe， 国家元首 of Zimbabwe （1987–现在）

## 亚洲
- 阿富汗
  - 国家元首 –
    1. 哈米德·卡尔扎伊，阿富汗总统（2001–2014）
    2. 阿什拉夫·加尼·艾哈迈德扎伊，阿富汗总统（2014–现在）

  - 政府首脑 – 阿卜杜拉·阿卜杜拉，阿富汗首席执行官 （2014–现在）
- 巴林
  - 国家元首 – 哈马德·本·伊萨·阿勒哈利法，巴林国王（1999–现在）
  - 政府首脑 – 哈利法·本·萨勒曼·阿勒哈利法，巴林首相（1970–现在） [lower-alpha 3]
- 孟加拉国
  - 国家元首 – 阿卜杜勒·哈米德，孟加拉国总统（2013–现在）
  - 政府首脑 – 谢赫·哈西娜，孟加拉国总理（2009–现在）
- 不丹
  - 国家元首 – 吉格梅·凯萨尔·纳姆耶尔·旺楚克，不丹国王（2006–现在）
  - 政府首脑 – 策林·托杰，不丹首相（2013–现在）
- 文莱
  - 君主 – 哈吉·哈桑纳尔·博尔基亚，文莱苏丹（1967–现在）[lower-alpha 4]
  - 首相 – 哈吉·哈桑纳尔·博尔基亚，文莱首相（1984–现在）
- 柬埔寨
  - 国家元首 – 诺罗敦·西哈莫尼，柬埔寨国王（2004–现在）
  - 政府首脑 – 洪森，柬埔寨首相（1985–现在） [lower-alpha 5]
- 中国 （中华人民共和国）
  - 最高领导人 – 习近平，中国共产党中央委员会总书记 （2012–现在）
  - 国家元首 – 习近平，中华人民共和国主席 （2013–现在）
  - 政府首脑 – 李克强，中华人民共和国国务院总理 （2013–2023）
- 台湾（中华民国）
  - 國家元首 – 馬英九，中華民國總統 （2008–2016）
  - 政府首腦 –

  1. 江宜樺，行政院院長 （2013–2014）
  2. 毛治國，行政院院長 （2014–2016）
- 东帝汶
  - 国家元首 – 陶爾·馬坦·魯阿克，东帝汶总统（2012–2017）
  - 政府首脑 – 沙納納·古斯芒，东帝汶总理（2007–2015）
- 印度
  - 国家元首 – 普拉納布·慕克吉，印度總統（2012–现在）
  - 政府首脑 –
    1. 曼莫漢·辛格，印度总理（2004–2014）
    2. 納倫德拉·莫迪，印度总理（2014–现在）
- 印度尼西亚
  - 国家元首 –
    1. 蘇西洛·班邦·尤多約諾，印度尼西亚总统（2004–2014）
    2. 佐科·維多多，印度尼西亚总统（2014–现在）
- 伊朗
  - 最高領袖 – 阿里·哈梅内伊，伊朗最高領袖 （1989–现在）
  - 国家元首 – 哈桑·鲁哈尼，伊朗总统（2013–现在）
- 伊拉克
  - 国家元首 –
    1. Jalal Talabani， 国家元首 of Iraq （2005–2014） [lower-alpha 6]
    2. Fuad Masum， 国家元首 of Iraq （2014–现在）

  - 政府首脑 –
    1. Nouri al-Maliki， Prime Minister of Iraq （2006–2014）
    2. Haider al-Abadi， Prime Minister of Iraq （2014–现在）
- 以色列
  - 国家元首 –
    1. Shimon Peres， 国家元首 of Israel （2007–2014）
    2. Reuven Rivlin， 国家元首 of Israel （2014–现在）

  - 政府首脑 – Benjamin Netanyahu， Prime Minister of Israel （2009–现在）
- 日本
  - 國家元首 – 明仁，日本天皇 （1989–现在）
  - 政府首腦 – 安倍晉三，內閣總理大臣 （2012–现在）
- 约旦
  - Monarch – Abdullah II， King of Jordan （1999–现在）
  - 政府首脑 – Abdullah Ensour， Prime Minister of Jordan （2012–2016）
- 哈萨克斯坦
  - 国家元首 – Nursultan Nazarbayev， 国家元首 of Kazakhstan （1990–现在） [lower-alpha 7]
  - 政府首脑 –
    1. Serik Akhmetov， Prime Minister of Kazakhstan （2012–2014）
    2. Karim Massimov， Prime Minister of Kazakhstan （2014–现在）
- 朝鲜
  - 最高领导人 – 金正恩，朝鲜劳动党第一书记 （2012–现在）
  - 最高统帅 – 金正恩， 朝鲜国防委员会第一委员长 [lower-alpha 8] （2011–现在）
  - 国家元首 – 金永南， 最高人民会议常任委员会委员长 （1998–现在）
  - 政府首脑 – 朴凤柱， 朝鲜内阁总理 （2013–现在）
- 韩国
  - 国家元首 – 朴槿惠，韓國總統 （2013–2017）
  - 政府首脑 – 鄭烘原，韓國國務總理 （2013–2015）
- 科威特
  - Monarch – Sheikh Sabah Al-Ahmad Al-Jaber Al-Sabah， Emir of Kuwait （2006–现在）
  - 政府首脑 – Sheikh Jaber Al-Mubarak Al-Hamad Al-Sabah， Prime Minister of Kuwait （2011–现在）
- 吉尔吉斯斯坦
  - 国家元首 – Almazbek Atambayev， 国家元首 of Kyrgyzstan （2011–现在）
  - 政府首脑 –
    1. Zhantoro Satybaldiyev， Prime Minister of Kyrgyzstan （2012–2014）
    2. Djoomart Otorbaev， Prime Minister of Kyrgyzstan （2014–2015）
- 老挝
  - 最高领导人 – 朱馬利·賽雅貢， 老挝人民革命党中央委员会总书记 （2006–2016）
  - 国家元首 – 朱馬利·賽雅貢， 老撾人民民主共和國主席 （2006–2016）
  - 政府首脑 – 通邢·塔马冯， 老挝政府总理 （2010–2016）
- 黎巴嫩
  - 国家元首 –
    1. Michel Suleiman， 国家元首 of Lebanon （2008–2014）
    2. Tammam Salam， Acting 国家元首 of Lebanon （2014–现在）

  - 政府首脑 –
    1. Najib Mikati， Acting 国家元首 of the Council of Ministers of Lebanon （2011–2014）
    2. Tammam Salam， 国家元首 of the Council of Ministers of Lebanon （2014–现在）
- 马来西亚
  - Monarch – Tuanku Abdul Halim， Yang di-Pertuan Agong of Malaysia （2011–现在）
  - 政府首脑 – Najib Razak， Prime Minister of Malaysia （2009–现在）
- 马尔代夫
  - 国家元首 – Abdulla Yameen， 国家元首 of the Maldives （2013–现在）
- 蒙古
  - 国家元首 – Tsakhiagiin Elbegdorj， 国家元首 of Mongolia （2009–现在）
  - 政府首脑 –
    1. Norovyn Altankhuyag， Prime Minister of Mongolia （2012–2014）
    2. Dendeviin Terbishdagva， Acting Prime Minister of Mongolia （2014）
    3. Chimediin Saikhanbileg， Prime Minister of Mongolia （2014–2016）
- 缅甸
  - 国家元首 – Thein Sein， 国家元首 of Myanmar （2011–2016）
- 尼泊尔
  - 国家元首 – Ram Baran Yadav， 国家元首 of Nepal （2008–2015）
  - 政府首脑 –
    1. Khil Raj Regmi， Prime Minister of Nepal （2013–2014）
    2. Sushil Koirala， Prime Minister of Nepal （2014–2015）
- 阿曼
  - Monarch – Qaboos bin Said al Said， Sultan of Oman （1970–现在）
  - 政府首脑 – Qaboos bin Said al Said， Prime Minister of Oman （1972–现在）
- 巴基斯坦
  - 国家元首 – Mamnoon Hussain， 国家元首 of Pakistan （2013–现在）
  - 政府首脑 – Nawaz Sharif， Prime Minister of Pakistan （2013–现在）
- 巴勒斯坦 [lower-alpha 9]
  - 国家元首 – Mahmoud Abbas， 国家元首 of Palestine （2005–现在）
  - 政府首脑 – Rami Hamdallah， Prime Minister of Palestine （2013–现在）
  -   Gaza Strip （rebelling against the National Authority， in the West Bank）
    - territory returned to the Palestinian West Bank Government on 2 June
    - 国家元首 – Aziz Duwaik， Acting 国家元首 of the Palestinian National Authority （in the Gaza Strip） （2009–2014）
    - 政府首脑 – Ismail Haniyeh， Prime Minister of the Palestinian National Authority （in the Gaza Strip） （2007–2014）
- 菲律宾
  - 国家元首 – Benigno Aquino， 国家元首 of the Philippines （2010–2016）
- 卡塔尔
  - Monarch – Sheikh Tamim bin Hamad Al Thani， Emir of Qatar （2013–现在）
  - 政府首脑 – Sheikh Abdullah bin Nasser bin Khalifa Al Thani， Prime Minister of Qatar （2013–现在）
- 沙特阿拉伯
  - Monarch – Abdullah， King of Saudi Arabia （2005–2015）
  - 政府首脑 – Abdullah， Prime Minister of Saudi Arabia （2005–2015）
- 新加坡
  - 国家元首 – Tony Tan， 国家元首 of Singapore （2011–现在）
  - 政府首脑 – Lee Hsien Loong， Prime Minister of Singapore （2004–现在）
- 斯里兰卡
  - 国家元首 – Mahinda Rajapaksa， 国家元首 of Sri Lanka （2005–2015）
  - 政府首脑 – D. M. Jayaratne， Prime Minister of Sri Lanka （2010–2015）
- 叙利亚
  -  叙利亚阿拉伯共和国
    - 国家元首 – Bashar al-Assad， 国家元首 of Syria （2000–现在）
    - 政府首脑 – Wael Nader al-Halqi， Prime Minister of Syria （2012–2016）

  -  叙利亚临时政府 （partially recognised， rival government）
    - 国家元首 –
      1. Ahmad Jarba， 国家元首 of the Syrian National Coalition （2013–2014）
      2. Hadi al-Bahra， 国家元首 of the Syrian National Coalition （2014–2015）

    - 政府首脑 –
      1. Ahmad Tu'mah， Prime Minister of the Syrian National Coalition （2013–2014）
      2. Ahmad Tu'mah， Prime Minister of the Syrian National Coalition （2014–2016）

- 塔吉克斯坦
  - 国家元首 – Emomali Rahmon， 国家元首 of Tajikistan （1992–现在）
  - 政府首脑 – Kokhir Rasulzoda， Prime Minister of Tajikistan （2013–现在）
- 泰国
  - Monarch – Bhumibol Adulyadej， King of Thailand （1946–现在）
  - 政府首脑 –
    1. Yingluck Shinawatra， Prime Minister of Thailand （2011–2014）
    2. Niwatthamrong Boonsongpaisan， Acting Prime Minister of Thailand （2014）
    3. Prayut Chan-o-cha， Prime Minister of Thailand （2014–现在）
- 土耳其
  - 国家元首 –
    1. Abdullah Gül， 国家元首 of Turkey （2007–2014）
    2. Recep Tayyip Erdoğan， 国家元首 of Turkey （2014–现在）

  - 政府首脑 –
    1. Recep Tayyip Erdoğan， Prime Minister of Turkey （2003–2014）
    2. Ahmet Davutoğlu， Prime Minister of Turkey （2014–2016）
- 土库曼斯坦
  - 国家元首 – Gurbanguly Berdimuhamedow， 国家元首 of Turkmenistan （2006–现在）
- 阿拉伯联合酋长国
  - 国家元首 – Sheikh Khalifa bin Zayed Al Nahyan， 国家元首 of the United Arab Emirates （2004–现在）
  - 政府首脑 – Sheikh Mohammed bin Rashid Al Maktoum， Prime Minister of the United Arab Emirates （2006–现在）
- 乌兹别克斯坦
  - 国家元首 – Islam Karimov， 国家元首 of Uzbekistan （1990–现在） [lower-alpha 10]
  - 政府首脑 – Shavkat Mirziyoyev， Prime Minister of Uzbekistan （2003–现在）
- 越南
  - 最高领导人 – 阮富仲， 越南共产党中央委员会总书记 （2011–现在）
  - 国家元首 – 张晋创， 越南社会主义共和国主席 （2011–2016）
  - 政府首脑 – 阮晋勇， 越南政府总理 （2006–2016）
- 也门
  - 国家元首 – Abd Rabbuh Mansur Hadi， 国家元首 of Yemen （2012–现在）
  - 政府首脑 –
    1. Mohammed Basindawa， Prime Minister of Yemen （2011–2014）
    2. Khaled Bahah， Prime Minister of Yemen （2014–2016）

## 欧洲
- 阿尔巴尼亚
  - 国家元首 – Bujar Nishani， 国家元首 of Albania （2012–现在）
  - 政府首脑 – Edi Rama， Prime Minister of Albania （2013–现在）
- 安道尔
  - Monarchs –
    - French Co-Prince – François Hollande， French Co-prince of Andorra （2012–现在）
      - Co-Prince's Representative – Sylvie Hubac （2012–2015）

    - Episcopal Co-Prince – Archbishop Joan Enric Vives Sicília， Episcopal Co-prince of Andorra （2003–现在）
      - Co-Prince's Representative – Josep Maria Mauri （2012–现在）

  - 政府首脑 – Antoni Martí， Head of Government of Andorra （2011–2015）
- 亚美尼亚
  - 国家元首 – Serzh Sargsyan， 国家元首 of Armenia （2008–现在）
  - 政府首脑 –
    1. Tigran Sargsyan， Prime Minister of Armenia （2008–2014）
    2. Hovik Abrahamyan， Prime Minister of Armenia （2014–现在）
- 奥地利
  - 国家元首 – Heinz Fischer， Federal 国家元首 of Austria （2004–2016）
  - Chancellor – Werner Faymann， Federal Chancellor of Austria （2008–2016）
- 阿塞拜疆
  - 国家元首 – Ilham Aliyev， 国家元首 of Azerbaijan （2003–现在）
  - 政府首脑 – Artur Rasizade， Prime Minister of Azerbaijan （2003–现在）
  -  Nagorno-Karabakh （unrecognised， secessionist state）
    - 国家元首 – Bako Sahakyan， 国家元首 of Nagorno-Karabakh （2007–现在）
    - 政府首脑 – Arayik Harutyunyan， Prime Minister of Nagorno-Karabakh （2007–现在）
- 白俄罗斯
  - 国家元首 – Alexander Lukashenko， 国家元首 of Belarus （1994–现在）
  - 政府首脑 –
    1. Mikhail Myasnikovich， Prime Minister of Belarus （2010–2014）
    2. Andrei Kobyakov， Prime Minister of Belarus （2014–现在）
- 比利时
  - Monarch – Philippe， King of the Belgians （2013–现在）
  - 政府首脑 –
    1. Elio Di Rupo， Prime Minister of Belgium （2011–2014）
    2. Charles Michel， Prime Minister of Belgium （2014–现在）
- 波斯尼亚和黑塞哥维那
  - Head of State – Presidency of Bosnia and Herzegovina
    - Serb Member –
      1. Nebojša Radmanović （2006–2014）
      2. Mladen Ivanić （2014–现在; Chairman of the Presidency of Bosnia and Herzegovina， 2014–2015）

    - Croat Member –
      1. Željko Komšić （2006–2014; Chairman of the Presidency of Bosnia and Herzegovina， 2013–2014）
      2. Dragan Čović （2014–现在）

    - Bosniak Member – Bakir Izetbegović （2010–现在; Chairman of the Presidency of Bosnia and Herzegovina， 2014）

  - 政府首脑 – Vjekoslav Bevanda， Chairman of the Council of Ministers of Bosnia and Herzegovina （2012–2015）
  - High Representative – Valentin Inzko， High Representative for Bosnia and Herzegovina （2009–现在）
- 保加利亚
  - 国家元首 – Rosen Plevneliev， 国家元首 of Bulgaria （2012–现在）
  - 政府首脑 –
    1. Plamen Oresharski， Prime Minister of Bulgaria （2013–2014）
    2. Georgi Bliznashki， Acting Prime Minister of Bulgaria （2014）
    3. Boyko Borissov， Prime Minister of Bulgaria （2014–现在）
- 克罗地亚
  - 国家元首 – Ivo Josipović， 国家元首 of Croatia （2010–2015）
  - 政府首脑 – Zoran Milanović， Prime Minister of Croatia （2011–2016）
- 塞浦路斯
  - 国家元首 – Nicos Anastasiades， 国家元首 of Cyprus （2013–现在）
  -  北塞浦路斯 （unrecognised， secessionist state）
    - 国家元首 – Derviş Eroğlu， 国家元首 of Northern Cyprus （2010–2015）
    - 政府首脑 – Özkan Yorgancıoğlu， Prime Minister of Northern Cyprus （2013–2015）
- 捷克
  - 国家元首 – Miloš Zeman， 国家元首 of the Czech Republic （2013–现在）
  - 政府首脑 –
    1. Jiří Rusnok， Prime Minister of the Czech Republic （2013–2014）
    2. Bohuslav Sobotka， Prime Minister of the Czech Republic （2014–现在）
- 丹麦
  - Monarch – Margrethe II， Queen of Denmark （1972–现在）
  - 政府首脑 – Helle Thorning-Schmidt， Prime Minister of Denmark （2011–2015）
- 爱沙尼亚
  - 国家元首 – Toomas Hendrik Ilves， 国家元首 of Estonia （2006–现在）
  - 政府首脑 –
    1. Andrus Ansip， Prime Minister of Estonia （2005–2014）
    2. Taavi Rõivas， Prime Minister of Estonia （2014–现在）
- 芬兰
  - 国家元首 – Sauli Niinistö， 国家元首 of Finland （2012–现在）
  - 政府首脑 –
    1. Jyrki Katainen， Prime Minister of Finland （2011–2014）
    2. Alexander Stubb， Prime Minister of Finland （2014–2015）
- 法国
  - 国家元首 – 弗朗索瓦·奧朗德，法國總統（2012–2017）
  - 政府首脑 –
    1. 讓-馬克·埃羅，法國總理 （2012–2014）
    2. 曼紐爾·瓦爾斯，法國總理 （2014–2016）
- 格鲁吉亚
  - 国家元首 – Giorgi Margvelashvili， 国家元首 of Georgia （2013–现在）
  - 政府首脑 – Irakli Garibashvili， Prime Minister of Georgia （2013–2015）
  -  阿布哈兹 （partially recognised， secessionist state）
    - 国家元首 –
      1. Alexander Ankvab， 国家元首 of Abkhazia （2011–2014）
      2. Valeri Bganba， Acting 国家元首 of Abkhazia （2014）
      3. Raul Khajimba， 国家元首 of Abkhazia （2014–现在）

    - 政府首脑 –
      1. Leonid Lakerbaia， Prime Minister of Abkhazia （2011–2014）
      2. Vladimir Delba， Acting Prime Minister of Abkhazia （2014）
      3. Beslan Butba， Prime Minister of Abkhazia （2014–2015）

  -  南奥塞梯 （partially recognised， secessionist state）
    - 国家元首 – Leonid Tibilov， 国家元首 of South Ossetia （2012–现在）
    - 政府首脑 –
      1. Rostislav Khugayev， Prime Minister of South Ossetia （2012–2014）
      2. Domenty Kulumbegov， Prime Minister of South Ossetia （2014–现在）
- 德国
  - 国家元首 – 約阿希姆·高克，德國聯邦總統 （2012–2017）
  - 政府首腦 – 安格拉·默克爾，德國總理 （2005–现在）
- 希腊
  - 国家元首 – Karolos Papoulias， 国家元首 of Greece （2005–2015）
  - 政府首脑 – Antonis Samaras， Prime Minister of Greece （2012–2015）
- 匈牙利
  - 国家元首 – János Áder， 国家元首 of Hungary （2012–现在）
  - 政府首脑 – Viktor Orbán， Prime Minister of Hungary （2010–现在）
- 冰岛
  - 国家元首 – Ólafur Ragnar Grímsson， 国家元首 of Iceland （1996–2016）
  - 政府首脑 – Sigmundur Davíð Gunnlaugsson， Prime Minister of Iceland （2013–2016）
- 爱尔兰
  - 国家元首 – Michael D. Higgins， 国家元首 of Ireland （2011–现在）
  - 政府首脑 – Enda Kenny， Taoiseach of Ireland （2011–现在）
- 意大利
  - 国家元首 – Giorgio Napolitano， 国家元首 of Italy （2006–2015）
  - 政府首脑 –
    1. Enrico Letta， 国家元首 of the Council of Ministers of Italy （2013–2014）
    2. Matteo Renzi， 国家元首 of the Council of Ministers of Italy （2014–现在）
- 拉脱维亚
  - 国家元首 – Andris Bērziņš， 国家元首 of Latvia （2011–2015）
  - 政府首脑 –
    1. Valdis Dombrovskis， Prime Minister of Latvia （2009–2014）
    2. Laimdota Straujuma， Prime Minister of Latvia （2014–2016）
- 列支敦士登
  - Monarch – Hans-Adam II， Prince of Liechtenstein （1989–现在）
  - Regent – Hereditary Prince Alois， Regent of Liechtenstein （2004–现在）
  - 政府首脑 – Adrian Hasler， Head of Government of Liechtenstein （2013–现在）
- 立陶宛
  - 国家元首 – Dalia Grybauskaitė， 国家元首 of Lithuania （2009–现在）
  - 政府首脑 – Algirdas Butkevičius， Prime Minister of Lithuania （2012–现在）
- 卢森堡
  - Monarch – Henri， Grand Duke of Luxembourg （2000–现在）
  - 政府首脑 – Xavier Bettel， Prime Minister of Luxembourg （2013–现在）
- 马其顿
  - 国家元首 – Gjorge Ivanov， 国家元首 of Macedonia （2009–现在）
  - 政府首脑 – Nikola Gruevski， 国家元首 of the Government of Macedonia （2006–2016）
- 马耳他
  - 国家元首 –
    1. George Abela， 国家元首 of Malta （2009–2014）
    2. Marie Louise Coleiro Preca， 国家元首 of Malta （2014–现在）

  - 政府首脑 – Joseph Muscat， Prime Minister of Malta （2013–现在）
- 摩尔多瓦
  - 国家元首 – Nicolae Timofti， 国家元首 of Moldova （2012–现在）
  - 政府首脑 – Iurie Leancă， Prime Minister of Moldova （2013–2015）
  -  德涅斯特河沿岸 （unrecognised， secessionist state）
    - 国家元首 – Yevgeny Shevchuk， 国家元首 of Transnistria （2011–现在）
    - 政府首脑 – Tatiana Turanskaya， Prime Minister of Transnistria （2013–2015）
- 摩纳哥
  - Monarch – Albert II， Prince of Monaco （2005–现在）
  - 政府首脑 – Michel Roger， Minister of State of Monaco （2010–2015）
- 黑山
  - 国家元首 – Filip Vujanović， 国家元首 of Montenegro （2003–现在） [lower-alpha 11]
  - 政府首脑 – Milo Đukanović， Prime Minister of Montenegro （2012–现在）
- 荷兰王国
  - Monarch – Willem-Alexander， King of the Netherlands （2013–现在）
  -  荷兰 （constituent country of the Kingdom of the Netherlands）
    - 政府首脑 – Mark Rutte， Prime Minister of the Netherlands （2010–现在）

  -  阿鲁巴 （constituent country of the Kingdom of the Netherlands）
    - see under North America

  -  库拉索 （constituent country of the Kingdom of the Netherlands）
    - see under North America

  -  荷属圣马丁 （constituent country of the Kingdom of the Netherlands）
    - see under North America
- 挪威
  - Monarch – Harald V， King of Norway （1991–现在）
  - 政府首脑 – Erna Solberg， Prime Minister of Norway （2013–现在）
- 波兰
  - 国家元首 – Bronisław Komorowski， 国家元首 of Poland （2010–2015）
  - 政府首脑 –
    1. Donald Tusk， Chairman of the Council of Ministers of Poland （2007–2014）
    2. Ewa Kopacz， Chairman of the Council of Ministers of Poland （2014–2015）
- 葡萄牙
  - 国家元首 – 阿尼巴爾·卡瓦科·席爾瓦，葡萄牙總統 （2006–2016）
  - 政府首脑 – 佩德羅·帕索斯·科埃略，葡萄牙總理 （2011–2015）
- 罗马尼亚
  - 国家元首 –
    1. Traian Băsescu， 国家元首 of Romania （2004–2014）
    2. Klaus Iohannis， 国家元首 of Romania （2014–现在）

  - 政府首脑 – Victor Ponta， Prime Minister of Romania （2012–2015）
- 俄罗斯
  - 分離主義的克里米亞共和國於3月21日從烏克蘭併入聯邦
  - 国家元首 – 弗拉基米爾·普京，俄羅斯總統 （2012–现在）
  - 政府首脑 – 德米特里·梅德韋傑夫，俄羅斯總理 （2012–现在）
- 圣马力诺
  - Captains-Regent –
    1. Anna Maria Muccioli and Gian Carlo Capicchioni， Captains Regent of San Marino （2013–2014）
    2. Valeria Ciavatta and Luca Beccari， Captains Regent of San Marino （2014）
    3. Gianfranco Terenzi and Guerrino Zanotti， Captains Regent of San Marino （2014–2015）
- 塞尔维亚
  - 国家元首 – Tomislav Nikolić， 国家元首 of Serbia （2012–现在）
  - 政府首脑 –
    1. Ivica Dačić， Prime Minister of Serbia （2012–2014）
    2. Aleksandar Vučić， Prime Minister of Serbia （2014–现在）

  -  科索沃 （partially recognised， secessionist state; under nominal international administration）
    - 国家元首 – Atifete Jahjaga， 国家元首 of Kosovo （2011–2016）
    - 政府首脑 –
      1. Hashim Thaçi， Prime Minister of Kosovo （2008–2014）
      2. Isa Mustafa， Prime Minister of Kosovo （2014–现在）

    - UN Special Representative – Farid Zarif， Special Representative of the UN Secretary-General for Kosovo （2011–2015）
- 斯洛伐克
  - 国家元首 –
    1. Ivan Gašparovič， 国家元首 of Slovakia （2004–2014）
    2. Andrej Kiska， 国家元首 of Slovakia （2014–现在）

  - 政府首脑 – Robert Fico， Prime Minister of Slovakia （2012–现在）
- 斯洛文尼亚
  - 国家元首 – Borut Pahor， 国家元首 of Slovenia （2012–现在）
  - 政府首脑 –
    1. Alenka Bratušek， Prime Minister of Slovenia （2013–2014）
    2. Miro Cerar， Prime Minister of Slovenia （2014–现在）
- 西班牙
  - Monarch –
    1. 胡安·卡洛斯一世，西班牙國王 （1975–2014）
    2. 費利佩六世，西班牙國王 （2014–现在）

  - 政府首脑 – 馬里亞諾·拉霍伊，西班牙首相 （2012–2018）
- 瑞典
  - Monarch – Carl XVI Gustaf， King of Sweden （1973–现在）
  - 政府首脑 –
    1. Fredrik Reinfeldt， Prime Minister of Sweden （2006–2014）
    2. Stefan Löfven， Prime Minister of Sweden （2014–现在）
- 瑞士
  - Council – Federal Council of Switzerland [lower-alpha 12]
    - Members – Doris Leuthard （2006–现在）， Eveline Widmer-Schlumpf （2008–2015）， Ueli Maurer （2009–现在）， Didier Burkhalter （2009–现在; 国家元首 of Switzerland， 2014）， Johann Schneider-Ammann （2010–现在）， Simonetta Sommaruga （2010–现在）， and Alain Berset （2012–现在）
- 乌克兰
  - 国家元首 –
    1. Viktor Yanukovych， 国家元首 of Ukraine （2010–2014）
    2. Oleksandr Turchynov， Acting 国家元首 of Ukraine （2014）
    3. Petro Poroshenko， 国家元首 of Ukraine （2014–现在）

  - 政府首脑 –
    1. Mykola Azarov， Prime Minister of Ukraine （2010–2014）
    2. Serhiy Arbuzov， Acting Prime Minister of Ukraine （2014）
    3. Arseniy Yatsenyuk， Prime Minister of Ukraine （2014）
    4. Volodymyr Groysman， Acting Prime Minister of Ukraine （2014）
    5. Arseniy Yatsenyuk， Prime Minister of Ukraine （2014–2016）

  -  克里米亚 （mostly unrecognised， secessionist state; under Russian occupation）
    - the Autonomous Republic of Crimea declared independence on 17 March; annexed by the Russian Federation on 21 March
    - Head of State – Vladimir Konstantinov， Chairman of the Supreme Council of Crimea （2010–2014）
    - 政府首脑 –
      1. Anatolii Mohyliov， Prime Minister of Crimea （2011–2014）
      2. Sergey Aksyonov， Prime Minister of Crimea （2014）
- 英國
  - Monarch – 伊莉莎伯二世，英國女王 （1952–现在）
  - 政府首脑 – 大衛·卡梅倫，英國首相 （2010–2016）
  -  曼岛 （Crown dependency of the United Kingdom）
    - Lieutenant-Governor – Adam Wood， Lieutenant Governor of the Isle of Man （2011–2016）
    - Chief Minister – Allan Bell， Chief Minister of the Isle of Man （2011–现在）

  -  根西岛 （Crown dependency of the United Kingdom）
    - Lieutenant-Governor – Peter Walker， Lieutenant Governor of Guernsey （2011–2015）
    - Chief Minister –
      1. Peter Harwood， Chief Minister of Guernsey （2012–2014）
      2. Jonathan Le Tocq， Chief Minister of Guernsey （2014–2016）

  -  泽西岛 （Crown dependency of the United Kingdom）
    - Lieutenant-Governor – Sir John McColl， Lieutenant Governor of Jersey （2011–现在）
    - Chief Minister – Ian Gorst， Chief Minister of Jersey （2011–现在）

  -  直布罗陀 （Overseas Territory of the United Kingdom）
    - Governor – Sir James Dutton， Governor of Gibraltar （2013–2015）
    - Chief Minister – Fabian Picardo， Chief Minister of Gibraltar （2011–现在）
- 梵蒂冈
  - Monarch – Pope Francis， Sovereign of Vatican City （2013–现在）
  - Head of Government – Cardinal Giuseppe Bertello， 国家元首 of the Governorate of Vatican City （2011–现在）
  - Holy See （sui generis subject of public international law）
    - Secretary of State – Cardinal Pietro Parolin， [lower-alpha 13] Cardinal Secretary of State （2013–现在）

## 北美
- Anguilla （Overseas Territory of the United Kingdom）
  - Governor – Christina Scott， Governor of Anguilla （2013–现在）
  - Chief Minister – Hubert Hughes， Chief Minister of Anguilla （2010–2015）
- Antigua and Barbuda
  - Monarch – Elizabeth II， Queen of Antigua and Barbuda （1981–现在）
  - Governor-General –
    1. Dame Louise Lake-Tack， Governor-General of Antigua and Barbuda （2007–2014）
    2. Sir Rodney Williams， Governor-General of Antigua and Barbuda （2014–现在）

  - 政府首脑 –
    1. Baldwin Spencer， Prime Minister of Antigua and Barbuda （2004–2014）
    2. Gaston Browne， Prime Minister of Antigua and Barbuda （2014–现在）
- Aruba （constituent country of the Kingdom of the Netherlands）
  - Governor – Fredis Refunjol， Governor of Aruba （2004–现在）
  - 政府首脑 – Mike Eman， Prime Minister of Aruba （2009–现在）
- The Bahamas
  - Monarch – Elizabeth II， Queen of the Bahamas （1973–现在）
  - Governor-General –
    1. Sir Arthur Foulkes， Governor-General of the Bahamas （2010–2014）
    2. Dame Marguerite Pindling， Governor-General of the Bahamas （2014–现在）

  - 政府首脑 – Perry Christie， Prime Minister of the Bahamas （2012–现在）
- Barbados
  - Monarch – Elizabeth II， Queen of Barbados （1966–现在）
  - Governor-General – Sir Elliott Belgrave， Governor-General of Barbados （2012–现在）
  - 政府首脑 – Freundel Stuart， Prime Minister of Barbados （2010–现在）
- Belize
  - Monarch – Elizabeth II， Queen of Belize （1981–现在）
  - Governor-General – Sir Colville Young， Governor-General of Belize （1993–现在）
  - 政府首脑 – Dean Barrow， Prime Minister of Belize （2008–现在）
- Bermuda （Overseas Territory of the United Kingdom）
  - Governor – George Fergusson， Governor of Bermuda （2012–现在）
  - Premier –
    1. Craig Cannonier， Premier of Bermuda （2012–2014）
    2. Michael Dunkley， Premier of Bermuda （2014–现在）
- 英属维京群岛 （Overseas Territory of the United Kingdom）
  - Governor –
    1. William Boyd McCleary， Governor of the British Virgin Islands （2010–2014）
    2. V. Inez Archibald， Acting Governor of the British Virgin Islands （2014）
    3. John Duncan， Governor of the British Virgin Islands （2014–现在）

  - Premier – Orlando Smith， Premier of the British Virgin Islands （2011–现在）
- 加拿大
  - Monarch – Elizabeth II， Queen of Canada （1952–现在）
  - Governor-General – David Johnston， Governor General of Canada （2010–现在）
  - 政府首脑 – Stephen Harper， Prime Minister of Canada （2006–2015）
- 开曼群岛 （Overseas Territory of the United Kingdom）
  - Governor – Helen Kilpatrick， Governor of the Cayman Islands （2013–现在）
  - Premier – Alden McLaughlin， Premier of the Cayman Islands （2013–现在）
- 哥斯达黎加
  - 国家元首 –
    1. Laura Chinchilla， 国家元首 of Costa Rica （2010–2014）
    2. Luis Guillermo Solís， 国家元首 of Costa Rica （2014–现在）
- 古巴
  - 最高领导人 – 劳尔·卡斯特罗， 古巴共产党中央委员会第一书记 （2011–现在）
  - 国家元首 – 劳尔·卡斯特罗， 古巴国务委员会主席 （2008–现在）
  - 政府首脑 – 劳尔·卡斯特罗， 古巴部长会议主席 （2008–现在）
- Curaçao （constituent country of the Kingdom of the Netherlands）
  - Governor – Lucille George-Wout， Governor of Curaçao （2013–现在）
  - 政府首脑 – Ivar Asjes， Prime Minister of Curaçao （2013–2015）
- Dominica
  - 国家元首 – Charles Savarin， 国家元首 of Dominica （2013–现在）
  - 政府首脑 – Roosevelt Skerrit， Prime Minister of Dominica （2004–现在）
- Dominican Republic
  - 国家元首 – Danilo Medina， 国家元首 of the Dominican Republic （2012–现在）
- El Salvador
  - 国家元首 –
    1. Mauricio Funes， 国家元首 of El Salvador （2009–2014）
    2. Salvador Sánchez Cerén， 国家元首 of El Salvador （2014–现在）
- Grenada
  - Monarch – Elizabeth II， Queen of Grenada （1974–现在）
  - Governor-General – Dame Cécile La Grenade， Governor-General of Grenada （2013–现在）
  - 政府首脑 – Keith Mitchell， Prime Minister of Grenada （2013–现在）
- Guatemala
  - 国家元首 – Otto Pérez Molina， 国家元首 of Guatemala （2012–2015）
- Haiti
  - 国家元首 – Michel Martelly， 国家元首 of Haiti （2011–2016）
  - 政府首脑 –
    1. Laurent Lamothe， Prime Minister of Haiti （2012–2014）
    2. Florence Duperval Guillaume， Acting Prime Minister of Haiti （2014–2015）
- Honduras
  - 国家元首 –
    1. Porfirio Lobo Sosa， 国家元首 of Honduras （2010–2014）
    2. Juan Orlando Hernández， 国家元首 of Honduras （2014–现在）
- 牙买加
  - Monarch – Elizabeth II， Queen of Jamaica （1962–现在）
  - Governor-General – Sir Patrick Allen， Governor-General of Jamaica （2009–现在）
  - 政府首脑 – Portia Simpson-Miller， Prime Minister of Jamaica （2012–2016）
- 墨西哥
  - 国家元首 – Enrique Peña Nieto， 国家元首 of Mexico （2012–现在）
- Montserrat （Overseas Territory of the United Kingdom）
  - Governor – Adrian Davis， Governor of Montserrat （2011–2015）
  - Premier –
    1. Reuben Meade， Premier of Montserrat （2009–2014）
    2. Donaldson Romeo， Premier of Montserrat （2014–现在）
- 尼加拉瓜
  - 国家元首 – Daniel Ortega， 国家元首 of Nicaragua （2007–现在）
- 巴拿马
  - 国家元首 –
    1. Ricardo Martinelli， 国家元首 of Panama （2009–2014）
    2. Juan Carlos Varela， 国家元首 of Panama （2014–现在）
- Saint Barthélemy （overseas collectivity of France）
  - Prefect – Philippe Chopin， Prefect of Saint Barthélemy （2011–2015）
  - Head of Government – Bruno Magras， 国家元首 of the Territorial Council of Saint Barthélemy （2007–现在）
- Saint Kitts and Nevis
  - Monarch – Elizabeth II， Queen of Saint Kitts and Nevis （1983–现在）
  - Governor-General – Sir Edmund Lawrence， Governor-General of Saint Kitts and Nevis （2013–2015）
  - 政府首脑 – Denzil Douglas， Prime Minister of Saint Kitts and Nevis （1995–2015）
- 圣卢西亚
  - Monarch – Elizabeth II， Queen of Saint Lucia （1979–现在）
  - Governor-General – Dame Pearlette Louisy， Governor-General of Saint Lucia （1997–现在）
  - 政府首脑 – Kenny Anthony， Prime Minister of Saint Lucia （2011–2016）
- 法属圣马丁（overseas collectivity of France）
  - Prefect – Philippe Chopin， Prefect of Saint Martin （2011–2015）
  - Head of Government – Aline Hanson， 国家元首 of the Territorial Council of Saint Martin （2013–现在）
- Saint Pierre and Miquelon （overseas collectivity of France）
  - Prefect –
    1. Patrice Latron， Prefect of Saint Pierre and Miquelon （2011–2014）
    2. Jean-Christophe Bouvier， Prefect of Saint Pierre and Miquelon （2014–现在）

  - Head of Government – Stéphane Artano， 国家元首 of the Territorial Council of Saint Pierre and Miquelon （2006–现在）
- Saint Vincent and the Grenadines
  - Monarch – Elizabeth II， Queen of Saint Vincent and the Grenadines （1979–现在）
  - Governor-General – Sir Frederick Ballantyne， Governor-General of Saint Vincent and the Grenadines （2002–现在）
  - 政府首脑 – Ralph Gonsalves， Prime Minister of Saint Vincent and the Grenadines （2001–现在）
- Sint Maarten （constituent country of the Kingdom of the Netherlands）
  - Governor – Eugene Holiday， Governor of Sint Maarten （2010–现在）
  - 政府首脑 –
    1. Sarah Wescot-Williams， Prime Minister of Sint Maarten （2010–2014）
    2. Marcel Gumbs， Prime Minister of Sint Maarten （2014–2015）
- Trinidad and Tobago
  - 国家元首 – Anthony Carmona， 国家元首 of Trinidad and Tobago （2013–现在）
  - 政府首脑 – Kamla Persad-Bissessar， Prime Minister of Trinidad and Tobago （2010–2015）
- Turks and Caicos Islands （Overseas Territory of the United Kingdom）
  - Governor – Peter Beckingham， Governor of the Turks and Caicos Islands （2013–现在）
  - Premier – Rufus Ewing， Premier of the Turks and Caicos Islands （2012–现在）
- 美国
  - 国家元首 – Barack Obama， 国家元首 of the United States （2009–现在）
  -  波多黎各 （Commonwealth of the United States）
    - Governor – Alejandro García Padilla， Governor of Puerto Rico （2013–现在）

  -  美属维京群岛 （insular area of the United States）
    - Governor – John de Jongh， Governor of the United States Virgin Islands （2007–2015）

## 大洋洲
- 美屬薩摩亞 （unorganised， unincorporated territory of the 美国）
  - Governor – Lolo Matalasi Moliga， Governor of American Samoa （2013–现在）
- 澳大利亚
  - 君主 – 伊丽莎白二世， 澳洲女王 （1952–现在）
  - 總督 –
    1. 昆廷·布赖斯女爵士，（2008–2014）
    2. 彼得·科斯格罗夫爵士，（2014–2019）

  - 政府首脑 – 托尼·阿博特， 澳大利亞總理 （2013–2015）
  -  Christmas Island （澳屬印度洋領地）
    - Administrator –
      1. Jon Stanhope， Administrator of Christmas Island （2012–2014）
      2. Barry Haase， Administrator of Christmas Island （2014–现在）

    - Shire-国家元首 – Gordon Thomson， Shire 国家元首 of Christmas Island （2013–现在）

  -  Cocos （Keeling） Islands （澳屬印度洋領地）
    - Administrator –
      1. Jon Stanhope， Administrator of the Cocos （Keeling） Islands （2012–2014）
      2. Barry Haase， Administrator of the Cocos （Keeling） Islands （2014–现在）

    - Shire-国家元首 – Aindil Minkom， Shire 国家元首 of the Cocos （Keeling） Islands （2011–2015）

  -  诺福克岛 （self-governing territory of Australia）
    - Administrator –
      1. Neil Pope， Administrator of Norfolk Island （2012–2014）
      2. Gary Hardgrave， Administrator of Norfolk Island （2014–现在）

    - Chief Minister – Lisle Snell， Chief Minister of Norfolk Island （2013–2015）
- Fiji
  - 国家元首 – Ratu 埃佩利·奈拉蒂考， 斐济总统 （2009–2015）
  - 政府首脑 – 弗兰克·姆拜尼马拉马， 斐济总理 （2007–现在）
- 法屬玻里尼西亞 （法国海外自治領土）
  - High Commissioner – Lionel Beffre， High Commissioner of the Republic in French Polynesia （2013–2016）
  - 国家元首 –
    1. Gaston Flosse， 国家元首 of French Polynesia （2013–2014）
    2. Nuihau Laurey， Acting 国家元首 of French Polynesia （2014）
    3. Édouard Fritch， 国家元首 of French Polynesia （2014–现在）
- 關島（insular area of the United States）
  - Governor – Eddie Calvo， Governor of Guam （2011–现在）
- Kiribati
  - 国家元首 – Anote Tong， 国家元首 of Kiribati （2003–2016）
- Marshall Islands
  - 国家元首 – Christopher Loeak， 国家元首 of the Marshall Islands （2012–2016）
- Micronesia
  - 国家元首 – Manny Mori， 国家元首 of Micronesia （2007–2015）
- 瑙鲁
  - 国家元首 – Baron Waqa， 国家元首 of Nauru （2013–现在）
- New Caledonia （sui generis collectivity of France）
  - High Commissioner –
    1. Jean-Jacques Brot， High Commissioner of New Caledonia （2013–2014）
    2. Pascal Gauci， Acting High Commissioner of New Caledonia （2014）
    3. Vincent Bouvier， High Commissioner of New Caledonia （2014–2016）

  - Head of Government –
    1. Harold Martin， 国家元首 of the Government of New Caledonia （2011–2014）
    2. Cynthia Ligeard， 国家元首 of the Government of New Caledonia （2014–2015）
- 新西兰
  - Monarch – 伊丽莎白二世， 女王 （1952–现在）
  - Governor-General – Sir Jerry Mateparae，總督 （2011–2016）
  - 政府首脑 – John Key， Prime Minister of New Zealand （2008–现在）
  -  Cook Islands （associated state of New Zealand）
    - Queen's Representative – Tom Marsters， Queen's Representative of the Cook Islands （2013–现在）
    - 政府首脑 – Henry Puna， Prime Minister of the Cook Islands （2010–现在）

  -  Niue （associated state of New Zealand）
    - Premier – Toke Talagi， Premier of Niue （2008–现在）

  -  Tokelau （dependent territory of New Zealand）
    - Administrator – Jonathan Kings， Administrator of Tokelau （2011–2015）
    - Head of Government –
      1. Salesio Lui， Head of Government of Tokelau （2013–2014）
      2. Kuresa Nasau， Head of Government of Tokelau （2014–2015）
- Northern Mariana Islands （Commonwealth of the United States）
  - Governor – Eloy Inos， Governor of the Northern Mariana Islands （2013–2015）
- 帕劳
  - 国家元首 – Tommy Remengesau， 国家元首 of Palau （2013–现在）
- Papua New Guinea
  - Monarch – 伊丽莎白二世女王 （1975–现在）
  - Governor-General – Sir Michael Ogio， Governor-General of Papua New Guinea （2011–2018年）
  - 政府首脑 – 彼得·奧尼爾， 總理 （2011–2019）
- Pitcairn Islands （Overseas Territory of the United Kingdom）
  - Governor –
    1. Victoria Treadell， Governor of the Pitcairn Islands （2010–2014）
    2. Jonathan Sinclair， Governor of the Pitcairn Islands （2014–现在）

  - Mayor – Shawn Christian， Mayor of the Pitcairn Islands （2014–现在）
- Samoa
  - Head of State – Tufuga Efi， O le Ao o le Malo of Samoa （2007–现在）
  - 政府首脑 – Tuilaepa Aiono Sailele Malielegaoi， Prime Minister of Samoa （1998–现在）
- 所罗门群岛
  - Monarch – Elizabeth II女王（1978–现在）
  - Governor-General – Sir Frank Kabui， 總督 （2009–现在）
  - 政府首脑 –
    1. Gordon Darcy Lilo， 總理 （2011–2014）
    2. Manasseh Sogavare， 總理 （2014–现在）
- 汤加
  - Monarch – Tupou VI， King of Tonga （2012–现在）
  - 政府首脑 –
    1. Sialeʻataongo Tuʻivakanō， Prime Minister of Tonga （2010–2014）
    2. ʻAkilisi Pōhiva， Prime Minister of Tonga （2014–现在）
- Tuvalu
  - Monarch – Elizabeth II， Queen of Tuvalu （1978–现在）
  - Governor-General – Sir Iakoba Italeli， Governor-General of Tuvalu （2010–现在）
  - 政府首脑 – Enele Sopoaga， Prime Minister of Tuvalu （2013–现在）
- Vanuatu
  - 国家元首 –
    1. Iolu Abil， 国家元首 of Vanuatu （2009–2014）
    2. Philip Boedoro， Acting 国家元首 of Vanuatu （2014）
    3. Baldwin Lonsdale， 国家元首 of Vanuatu （2014–现在）

  - 政府首脑 –
    1. Moana Carcasses Kalosil， Prime Minister of Vanuatu （2013–2014）
    2. Joe Natuman， Prime Minister of Vanuatu （2014–2015）
- Wallis and Futuna （overseas collectivity of France）
  - Administrator – Michel Aubouin， Administrator Superior of Wallis and Futuna （2013–2015）
  - Head of Government –
    1. Petelo Hanisi， 国家元首 of the Territorial Assembly of Wallis and Futuna （2013–2014）
    2. Mikaele Kulimoetoke， 国家元首 of the Territorial Assembly of Wallis and Futuna （2014–现在）

## 南美洲
- Argentina
  - 国家元首 – Cristina Fernández de Kirchner， 国家元首 of Argentina （2007–2015）
- Bolivia
  - 国家元首 – Evo Morales， 国家元首 of Bolivia （2006–现在）
- Brazil
  - 国家元首 – Dilma Rousseff， 国家元首 of Brazil （2011–现在）
- Chile
  - 国家元首 –
    1. Sebastián Piñera， 国家元首 of Chile （2010–2014）
    2. Michelle Bachelet， 国家元首 of Chile （2014–现在）
- Colombia
  - 国家元首 – Juan Manuel Santos， 国家元首 of Colombia （2010–现在）
- Ecuador
  - 国家元首 – Rafael Correa， 国家元首 of Ecuador （2007–现在）
- Falkland Islands （Overseas Territory of the United Kingdom）
  - Governor –
    1. 奈傑爾·赫塢， Governor of the Falkland Islands （2010–2014）
    2. Sandra Tyler-Haywood， Acting Governor of the Falkland Islands （2014）
    3. John Duncan， Acting Governor of the Falkland Islands （2014）
    4. 柯林·羅伯茲， Governor of the Falkland Islands （2014–现在）

  - Head of Government – Keith Padgett， Chief Executive of the Falkland Islands （2012–现在）
- Guyana
  - 国家元首 – Donald Ramotar， 国家元首 of Guyana （2011–2015）
  - 政府首脑 – Sam Hinds， Prime Minister of Guyana （1999–2015）
- Paraguay
  - 国家元首 – Horacio Cartes， 国家元首 of Paraguay （2013–现在）
- Peru
  - 国家元首 – Ollanta Humala， 国家元首 of Peru （2011–2016）
  - 政府首脑 –
    1. César Villanueva， 国家元首 of the Council of Ministers of Peru （2013–2014）
    2. René Cornejo， 国家元首 of the Council of Ministers of Peru （2014）
    3. Ana Jara， 国家元首 of the Council of Ministers of Peru （2014–2015）
- Suriname
  - 国家元首 – Dési Bouterse， 国家元首 of Suriname （2010–现在）
- Uruguay
  - 国家元首 – José Mujica， 国家元首 of Uruguay （2010–2015）
- Venezuela
  - 国家元首 – Nicolás Maduro， 国家元首 of Venezuela （2013–现在）